# Acidente do Jetstream da Northwestern Air em 2024
O Acidente do Jetstream da Northwestern Air em 2024 aconteceu em 23 de janeiro de 2024, quando um BAe Jetstream partiu de Fort Smith para as minas de diamante de Diavik, nos Territórios do Noroeste do Canadá, quando caiu 500m da pista, após decolagem. A aeronave carregava cinco garimpeiros do Grupo Rio Tinto e dois tripulantes, com seis pessoas faleceram na queda. O único sobrevivente do desastre foi levado ao Centro de Saúde de Forth Smith e transportado para o Hospital Territorial de Stanton, em Yellowknife.

## Investigação
O Conselho de Segurança de Transporte do Canadá enviou uma equipe para investigar as causas do acidente. Em 30 de janeiro, o gravador de vozes da cabine foi encontrado.